# ماریا پایا آسوودو
ماریا پایا آسوودو با نام کامل روزا ماریا پایا آسوودو (انگلیسی: María Payá Acevedo)؛ (زاده: ۱۰ ژانویه ۱۹۸۹) در هاوانا، کوبا به دنیا آمد. وی یک آزادیخواه و فعال حقوق بشر کوبائی است. او دختر اسوالدو پایا فعال سیاسی و مسئول جنبش آزادی‌بخش مسیحی است، او بعد از مرگ اسرارآمیز پدرش در روز ۲۲ ماه ژوئیه سال ۲۰۱۲ فعالیتهای او را ادامه داد. او و مادرش بعد از فوت پدر در سال ۲۰۱۲ در میامی زندگی می‌کنند، اما مکرراً برای دیدار به کوبا سرمی‌زند.

## جوانی و تحصیلات
پدر او اسوالدو پایا و مادرش اوفلیا آسودو است و دارای دو برادر است. تخصص او در فیزیک است و مطالعاتی در فوتوگرافی دارد. مجله مردم اسپانیایی او را بعنوان یکی از ۲۵ زن قدرتمند آمریکای لاتین همانند جنیفر لوپز و سوفیا ورگارا در سال ۲۰۱۴ نام برده‌است.